# Trastorno esquizoafectivo
El trastorno esquizoafectivo describe un trastorno mental caracterizado por episodios recurrentes de un trastorno del estado de ánimo depresivo o bipolar que cursan en todos los casos con síntomas psicóticos severos. Puede incluir distorsiones en la percepción alternadas y/o simultáneas con episodios maníacos o depresivos. Este deterioro en la percepción o expresión de la realidad puede afectar a los cinco sentidos, pero mayormente se manifiesta en la forma de alucinaciones auditivas, delirios de persecución o grandeza, comportamiento errático, habla y pensamiento desorganizados, con una disfunción social u ocupacional significativa.

## Sintomatología y diagnóstico
Normalmente la sintomatología aparece en la adultez temprana. Excepcionalmente puede ser diagnosticada en la infancia, antes de los trece años. La prevalencia del trastorno es incierta (los estudios prácticos utilizan criterios de diagnóstico variados), aunque existe un consenso en que es menor al 1 % de la población y que, posiblemente, se encuentre en un rango de entre el 0,5 % y el 0,8 %. El diagnóstico se basa en las experiencias informadas por el paciente si se conocen o hay evidencias y en el comportamiento observado por el paciente, familiares, conocidos u/o allegados. Actualmente, no existe ningún análisis de laboratorio que permita detectar el trastorno. Como grupo, las personas que padecen un trastorno esquizoafectivo tienen una mejor prognosis que aquellas con esquizofrenia, pero peor que aquellas con trastornos de ánimo.  Este trastorno es variable en las circunstancias psicosociales de cada persona, por lo que cada paciente diagnosticado o no padecerá una o varias sintomatologías dependiendo de sus circunstancias personales y sociales en cada momento y episodio de la enfermedad.

## Terapia
Los pilares terapéuticos son la terapia psíquica y social o también llamada psicoterapia, y la psicofarmacología. La medicina antipsicótica funciona principalmente regulando la actividad de la dopamina, mientras que los antidepresivos incrementan principalmente los niveles activos de por lo menos un neurotransmisor monoamino. El mecanismo de acción exacto de los estabilizantes del estado de ánimo es incierto. En casos más serios —cuando existe riesgo para el paciente o para los otros—, puede ser necesaria la hospitalización involuntaria o incluso voluntaria también si es preferible, aunque las estancias en hospitales son menos frecuentes y por períodos más cortos que en ocasiones anteriores.
Recibir terapia, mantener el tratamiento, una buena alimentación, hidratación, dormir las horas necesarias, un buen descanso, practicar rutinas sanas, mostrar interés, colaborar con los sanitarios, son algunos de los mecanismos de defensa. La información es preventiva y muchas veces es aconsejable estimular la iniciativa e indagar en la problemática para conocer sus antecedentes de desequilibrios y evitar así problemas y la generación de mayores dificultades. Leer con regularidad, incluso en alta voz si no puede conectar la atención. La estimulación cognitiva tanto creativa como lógica y el raciocinio son imprescindibles tanto para prevenir síntomas como para el autoconocimiento (en la actualidad hay múltiples herramienta en internet, espacios culturales y de ocio, instalaciones e infraestructuras, que ayudarán a ejercitar estas capacitaciones).
Es importante que el paciente tenga una buena terapia y comprensión de su situación para evitar incidentes graves.

## Consecuencias
Se presume que el trastorno afecta principalmente la actividad cognitiva y emocional, pero también contribuye usualmente en problemas en curso de comportamiento y motivación y desmotivación en ocasiones incluso de forma excesiva.
Es probable que las personas con trastorno esquizoafectivo tengan condiciones adicionales aunque no siempre (comórbidas), incluyendo trastornos de ansiedad, abuso de sustancias y también problemas de alimentación los cuales causan mayores desequilibrios psicofísicos y anímicos. Es altamente probable que los niños diagnosticados con este trastorno tengan otro trastorno neurológico comórbido, tales como trastorno generalizado del desarrollo, autismo y trastornos del aprendizaje. En adultos se presentan otros problemas sociales, tales como desempleo o pobreza, desinterés por entablar relaciones sociales, problemas en el ámbito sexual y afectivo, son comunes. Además, aunque no siempre es así, la esperanza de vida de las personas con este trastorno es menor que aquellas sin él, debido al incremento de problemas físicos y a una alta tasa de suicidios. Debido a esto es imprescindible un buen diagnóstico y seguir el tratamiento propuesto, pues se mejora la condición de vida de la persona. Poner en conocimiento de los familiares y conocidos el padecimiento de la enfermera para evitar riesgos, para ello estar bien informado es importante para no desinformar de los riesgos y daños que causan los síntomas, y en caso extremo necesario acudir a un hospital o centro de salud mental de referencia, llamar a emergencias y pedir ayuda a personas cercanas de la familia, trabajo (en caso de trabajar), o un profesional adecuado; es importante remarcar que la prestación de ayuda en este tipo de trastornos debe ser por personas conocedoras de trastorno en sí; solicitar ayuda a personas que carecen de la adecuada información y formación puede causar daños a veces irreparables. Es importante estar bien formado para informar adecuadamente, y no sólo por la propia persona sino además por las personas próximas a ella.

## Historia
El término psicosis esquizoafectiva fue acuñado por Jacob Kasanin en 1933 para describir un enfermedad psicótica más episódica con síntomas afectivos predominantes, la cual fue calificada como una buena prognosis de la esquizofrenia.
El trastorno esquizoafectivo fue incluido como un subtipo de esquizofrenia en el Manual diagnóstico y estadístico de los trastornos mentales I y II, aunque la investigación ha mostrado una agrupación de síntomas esquizofrénicos en individuos con una historia familiar de trastornos del ánimo cuya enfermedad sigue su curso, otros síntomas y resultados de tratamiento fueron más bien más parecidos a la fase maníaca del trastorno bipolar. El Manual diagnóstico y estadístico de los trastornos mentales III ubicó el trastorno esquizoafectivo entre los trastornos psicóticos no especificados, antes de ser formalmente reconocidos en el DSM III-R.